# 2223
2223（二千二百二十三、にせんにひゃくにじゅうさん）は、自然数また整数において、 2222の次で2224の前の数である。

## 性質
- 2223は合成数であり、約数は1, 3, 9, 13, 19, 39, 57, 117, 171, 247, 741, 2223である。
  - 約数の和は3640。
- 9番目の第1定義のカプレカ数であり、 22232 = 4941729 、494 + 1729 = 2223 となる。1つ前は999、次は2728。
- 1/2223 = 0.000449842555105713… (下線部は循環節で長さは18)
  - 逆数が循環小数になる数で循環節が18になる75番目の数である。1つ前は2128、次は2268。
- 453番目のハーシャッド数である。1つ前は2220、次は2232。
  - 9を基とする118番目のハーシャッド数である。1つ前は2214、次は2232。
- 2223 = 32 × 13 × 19
  - 3つの異なる素因数の積で p 2 × q × r の形で表せる196番目の数である。1つ前は2212、次は2236。(オンライン整数列大辞典の数列 A163569)
- 約数の和が2223になる数は1個ある。(882) 約数の和1個で表せる339番目の数である。1つ前は2222、次は2224。

## その他 2223 に関連すること
- MACS J1149+2223
- MACS J1149+2223 LensedStar 1
- THUNDER LIVE（2002年1月17日発売）のカタログ番号はVRCL-2223である。